# Karl Eduard Otto
Karl Eduard von Otto (* 14. August 1795 in Dresden; † 20. April 1869 in Jena) war ein deutscher Rechtswissenschaftler und Hochschullehrer.

## Leben
Otto kam als Sohn des Dresdner Mathematikprofessors Christian Gottlob Otto zur Welt und genoss eine gehobene Ausbildung und Erziehung. Er ging 1814 an die Universität Leipzig, an der er Philosophie, Theologie und Rechtswissenschaften studierte und in Christian Gottlieb Haubold einen väterlichen Freund fand. Nach seinem Baccalaureus im Recht 1817, der Erlangung des Magisters in Philosophie und der Promotion zum Dr. phil. 1818 ging er zunächst an die Universität Göttingen, an der er vor allem bei Gustav Hugo lernte, dann an die Universität Berlin, um sich von Carl von Savigny inspirieren zu lassen. 1819 erfolgte schließlich wieder in Leipzig die Promotion zum Dr. iur. sowie die Aufnahme der Lehrtätigkeit als Privatdozent für „Encyclopädie und Methodologie der Rechtswissenschaft“ an der dortigen Universität.
Otto wurde 1822 zunächst außerordentlicher Professor, dann 1826 ordentlicher Professor für Römisches Recht an der Juristenfakultät der Universität Leipzig. Im November 1832 folgte er einem Ruf an die Kaiserliche Universität Dorpat als ordentlicher Professor der Rechtswissenschaften. Er verblieb bis 1858 an der Universität und setzte sich dann in Jena zur Ruhe. Bereits 1855 wurde er zum kaiserlich russischen Wirklichen Staatsrat ernannt.

## Publikationen (Auswahl)
- De Atheniensium actionbus forensibus. 3 Teile, Leipzig 1820–1827.
- als Hrsg.: Das Corpus iuris civilis (Romani). 7 Bände, Leipzig 1831–1839.
- Gedächtnißfeier der 1300jährigen Dauer der Gesetzeskraft der Institutionen und Pandekten. 1833.